# Ziferblat
Ziferblat (em ucraniano:  Циферблат) é um grupo musical ucraniano composto por três membros: Daniil Leshchinsky (solista), Valentyn Leshchinsky (guitarrista), Fedor Khodakov (baterista). A banda representou a Ucrânia no Festival Eurovisão da Canção de 2025 com a música «Bird of Pray».

## História
A banda foi fundada em 2015 e seu primeiro EP, «Кіносеанс», foi lançado em dezembro de 2017. Em 2019, a banda lançou o single «Вночі» e participou do programa Factor X da Ucrânia, onde apresentou o referido single.
Em 2022, os Ziferblat apresentaram o videoclipe da música «Земля». Em outubro do mesmo ano, foi anunciado que a banda entrou na lista do Vidbir 2023, seleção nacional ucraniana para o Festival Eurovisão da Canção de 2023, mas não chegaram à lista restrita. Em novembro, lançaram o single «Для чого ти прийшла» o 2.º do álbum «Перетворення». Em fevereiro de 2023, foi lançado o single “Диско-Фанко Терапія”, o 3.º e último do álbum. O álbum em si foi lançado a 7 de abril de 2023, e foi apresentado num concerto a solo a 22 de abril de 2023. O álbum é composto por 13 músicas, a maioria escrita no período de 2019 a 2020. Em setembro do mesmo ano, os Ziferblat ganharam o Muzvar Awards na categoria de «Melhores Novos Nomes da Música Alternativa».
Em 2024, a banda chegou à final do Vidbir 2024, a seleção nacional ucraniana para a Eurovisão de 2024, com a canção «Place I Call Home». Ficaram em 2.º lugar, atrás da dupla Alyona Alyona e Jerry Heil.
Em 2025, os Ziferblat sagraram-se vencedores da edição de 2025 do Vidbir e vão representar a Ucrânia no Festival Eurovisão da Canção de 2025, em Basileia, com «Bird of Pray». A banda venceu com 19 pontos, tendo sido os favoritos do público e segundos no televoto.

## Discografia

### Álbuns
- 2023 – Перетворення (Transformação)

### EPs
- 2017 – Кіносеанс (Sessão cinematográfica)

### Singles
- 2019 – Вночі (À noite)
- 2022 – Земля (Terra)
- 2022 – Для чого ти прийшла (Porque vieste?)
- 2023 – Диско-Фанко Терапія (Terapia Disco-Funk)
- 2023 – Place I Call Home (O lugar que chamo de lar)
- 2024 – Літаки (Aviões)
- 2024 – Друг (Amigo)
- 2024 – Дотепер і назавжди (Agora e para sempre; feat. Tember Blanche)
- 2025 – Bird of Pray (Pássaro de Oração)